# Desconstrução
O termo desconstrução refere-se a abordagens para entender a relação entre texto e significado . Foi originado pelo filósofo Jacques Derrida , que o definiu como um afastamento das ideias do platonismo de formas e essências "verdadeiras" que têm precedência sobre as aparências, ao invés de considerar a função complexa e em constante mudança da linguagem, tornando ideias estáticas e idealistas de é inadequado. A desconstrução, em vez disso, enfatiza a mera aparência da linguagem tanto na fala quanto na escrita, ou sugere pelo menos que a essência, como é chamada, deve ser encontrada em sua aparência, enquanto ela mesma é "indecidível" e as experiências cotidianas não podem ser avaliadas empiricamente para encontrar a realidade da linguagem.
A desconstrução argumenta que a linguagem, especialmente em conceitos idealistas como verdade e justiça, é irredutivelmente complexa, instável e difícil de determinar, tornando as ideias de linguagem fluidas e abrangentes mais adequadas à crítica desconstrutiva. Desde a década de 1980, essas propostas de fluidez da linguagem, em vez de serem idealmente estáticas e discerníveis, inspiraram uma série de estudos nas ciências humanas,  incluindo as disciplinas do direito, antropologia, historiografia, linguística, sociolinguística, psicanálise, estudos LGBT e feminismo. A desconstrução também inspirou o desconstrutivismo na arquitetura e continua sendo importante na arte, na música  e na crítica literária.
É um conceito elaborado por Jacques Derrida, como uma crítica de pressupostos dos conceitos filosóficos, onde ocorrem muitas dúvidas devido ao grau de dificuldade oferecido pela matéria.

## Visão geral
O livro de 1967 de Jacques Derrida, Of Grammatology (De Gramatologia) , introduziu a maioria das ideias influentes na desconstrução.  Derrida publicou uma série de outras obras diretamente relevantes para o conceito de desconstrução, como Différance, Fala e Fenômenos e Escrita e Diferença.
Segundo Derrida, e inspirando-se na obra de Ferdinand de Saussure,  a linguagem como sistema de signos e palavras só tem sentido pelo contraste entre esses signos.  Como Richard Rorty afirma , "palavras têm significado apenas por causa de efeitos de contraste com outras palavras ... pode - por ser a expressão não mediada de algo não linguístico (por exemplo, uma emoção, uma observação sentida, um objeto físico, uma ideia, uma forma platônica )". Como consequência, o significado nunca está presente, mas é adiado para outros signos. Derrida refere-se a isso - em sua opinião, equivocada - a crença de que há um significado auto-suficiente e não adiado como metafísica da presença. Um conceito, então, deve ser entendido no contexto de seu oposto: por exemplo, a palavra "ser" não tem significado sem contraste com a palavra "nada".
Além disso, Derrida afirma que "numa oposição filosófica clássica não estamos lidando com a coexistência pacífica de um vis-a-vis , mas sim com uma hierarquia violenta. Um dos dois termos governa o outro ( axiologicamente , logicamente, etc.), ou tem a vantagem": significado sobre significante ; inteligível sobre o sensível; fala sobre escrita; atividade sobre passividade, etc.
A primeira tarefa da desconstrução é, segundo Derrida, encontrar e derrubar essas oposições dentro do(s) texto(s); mas o objetivo final da desconstrução não é superar todas as oposições, pois se supõe que elas são estruturalmente necessárias para produzir sentido - as oposições simplesmente não podem ser suspensas de uma vez por todas, pois a hierarquia das oposições duais sempre se restabelece (porque é necessário ao significado). A desconstrução, diz Derrida, apenas aponta para a necessidade de uma análise interminável que possa explicitar as decisões e hierarquias intrínsecas a todos os textos.  
Derrida argumenta ainda que não basta expor e desconstruir o modo como as oposições funcionam e então parar por aí em uma posição niilista ou cínica, "impedindo assim qualquer meio de intervir efetivamente no campo".  Para ser efetiva, a desconstrução precisa criar novos termos, não para sintetizar os conceitos em oposição, mas para marcar sua diferença e eterna interação. Isso explica por que Derrida sempre propõe novos termos em sua desconstrução, não como um jogo livre, mas pela necessidade de análise. Derrida chamou esses indecidíveis - isto é, unidades de simulacro - propriedades verbais "falsas" (nominais ou semânticas) que não podem mais ser incluídas na oposição filosófica (binária). Em vez de, "resistindo e organizando-os" — sem jamais constituir um terceiro termo ou deixar espaço para uma solução na forma de uma dialética hegeliana.

## Influências
As teorias de Derrida sobre a desconstrução foram influenciadas pelo trabalho de linguistas como Ferdinand de Saussure (cujos escritos sobre semiótica também se tornaram uma pedra angular do estruturalismo em meados do século XX) e teóricos literários como Roland Barthes (cujos trabalhos foram uma investigação da fins lógicos do pensamento estruturalista). As visões de Derrida sobre a desconstrução se opuseram às teorias de estruturalistas como o teórico psicanalítico Jacques Lacan e o antropólogo Claude Lévi-Strauss . No entanto, Derrida resistiu às tentativas de rotular seu trabalho como “pós-estruturalista ”.

### Influência de Nietzsche
A motivação de Derrida para desenvolver a crítica desconstrutiva, sugerindo a fluidez da linguagem sobre as formas estáticas, foi em grande parte inspirada na filosofia de Friedrich Nietzsche , começando com sua interpretação de Orfeu . Em Alvorada, Nietzsche anuncia que "Todas as coisas que vivem por muito tempo são gradualmente tão saturadas de razão que sua origem na desrazão se torna assim improvável. Quase toda história precisa de uma origem não impressiona nossos sentimentos como paradoxal e desenfreadamente ofensiva? , no fundo, contradizem constantemente?".
O ponto de Nietzsche em A Alvorada é que estando no final da história moderna, os pensadores modernos sabem demais para continuar sendo enganados por uma compreensão ilusória da razão satisfatoriamente completa. Meras propostas de raciocínio, lógica, filosofar e ciência elevados não são mais apenas suficientes como estradas reais para a verdade. Nietzsche desconsidera o platonismo para revisualizar a história do Ocidente como a história autoperpetuante de uma série de movimentos políticos, ou seja, uma manifestação da vontade de poder, que no fundo não têm maior ou menor pretensão à verdade em nenhum sentido numênico (absoluto). Ao chamar nossa atenção para o fato de ter assumido o papel de Orfeu, o homem do subsolo, em oposição dialética a Platão, Nietzsche espera nos sensibilizar para o contexto político e cultural e as influências políticas que impactam a autoria.
Onde Nietzsche não alcançou a desconstrução, como Derrida a vê, é que ele perdeu a oportunidade de explorar ainda mais a vontade de poder como mais do que uma manifestação da operação sociopoliticamente efetiva da escrita que Platão caracterizou, indo além da penúltima reavaliação de Nietzsche de todos os valores ocidentais, ao máximo, que é a ênfase no "papel da escrita na produção do conhecimento".

### Influência de Saussure
Derrida aborda todos os textos como construídos em torno de oposições elementares que todo discurso deve articular se pretende fazer algum sentido. Isso ocorre porque a identidade é vista em termos não essencialistas como um construto, e porque os construtos só produzem sentido por meio da interação da diferença dentro de um "sistema de signos distintos". Essa abordagem do texto é influenciada pela semiologia de Ferdinand de Saussure.

Saussure é considerado um dos pais do estruturalismo ao explicar que os termos adquirem seu significado na determinação recíproca com outros termos dentro da linguagem:
Na linguagem existem apenas diferenças. Ainda mais importante: uma diferença geralmente implica termos positivos entre os quais a diferença é estabelecida; mas na linguagem há apenas diferenças sem termos positivos. Quer tomemos o significado ou o significante, a linguagem não tem ideias nem sons que existiam antes do sistema linguístico, mas apenas diferenças conceituais e fônicas que saíram do sistema. A ideia ou substância fônica que um signo contém é de menor importância do que os outros signos que o cercam. [...] Um sistema linguístico é uma série de diferenças de som combinadas com uma série de diferenças de ideias; mas o emparelhamento de um certo número de signos acústicos com tantos cortes feitos a partir do pensamento de massa engendra um sistema de valores.
Saussure sugeriu explicitamente que a linguística era apenas um ramo de uma semiologia mais geral, uma ciência dos signos em geral, sendo os códigos humanos apenas uma parte. No entanto, ao final, como apontou Derrida, Saussure fez da linguística "o modelo regulador", e "por razões essenciais, e essencialmente metafísicas, teve que privilegiar a fala e tudo o que liga o signo ao telefone".  Derrida preferirá seguir os "caminhos mais frutíferos (formalização)" de uma semiótica geral sem cair no que ele considerava "uma teleologia hierarquizante" privilegiando a linguística, e falar de " marca" e não da linguagem, não como algo restrito à humanidade, mas como pré-linguística, como a pura possibilidade da linguagem.

## Desconstrução segundo Derrida

### Etimologia
O uso original de Derrida da palavra "desconstrução" foi uma tradução de Destruktion , um conceito da obra de Martin Heidegger que Derrida procurou aplicar à leitura textual. O termo de Heidegger referia-se a um processo de exploração das categorias e conceitos que a tradição impôs a uma palavra e a história por detrás deles.

### Preocupações filosóficas básicas
As preocupações de Derrida fluem de uma consideração de várias questões:
1. Um desejo de contribuir para a reavaliação de todos os valores ocidentais, uma reavaliação construída sobre a crítica kantiana da razão pura do século XVIII , e transportada para o século XIX, em suas implicações mais radicais, por Kierkegaard e Nietzsche .
2. Uma afirmação de que os textos sobrevivem a seus autores e se tornam parte de um conjunto de hábitos culturais iguais, senão superando, a importância da intenção autoral.
3. Uma reavaliação de certas dialéticas clássicas ocidentais: poesia versus filosofia, razão versus revelação, estrutura versus criatividade, episteme versus techne etc.[13]

Para tanto, Derrida segue uma longa linhagem de filósofos modernos, que olham para trás, para Platão e sua influência na tradição metafísica ocidental.   Como Nietzsche, Derrida suspeita de Platão de dissimulação a serviço de um projeto político, ou seja, a educação, por meio de reflexões críticas, de uma classe de cidadãos mais estrategicamente posicionados para influenciar a pólis. No entanto, como Nietzsche, Derrida não está satisfeito apenas com tal interpretação política de Platão, por causa do dilema particular em que os humanos modernos se encontram. Suas reflexões platônicas são inseparavelmente parte de sua crítica da modernidade, daí a tentativa de ser algo além do moderno, por causa desse sentido nietzschiano de que o moderno se perdeu e se atolou no niilismo.

### Différance
Différance é a observação de que os significados das palavras vêm de sua sincronia com outras palavras dentro da língua e sua diacronia entre as definições contemporâneas e históricas de uma palavra. Compreender a linguagem, segundo Derrida, requer uma compreensão de ambos os pontos de vista da análise linguística. O foco na diacronia levou a acusações contra Derrida de se envolver na falácia etimológica.
Há uma declaração de Derrida – em um ensaio sobre Rousseau em Da Gramatologia – que tem sido de grande interesse para seus oponentes.  É a afirmação de que "não há texto externo" (il n'y a pas de hors-texte),  que muitas vezes é mal traduzida como "não há nada fora do texto". O erro de tradução é frequentemente usado para sugerir que Derrida acredita que nada existe além de palavras. Michel Foucault, por exemplo, atribuiu erroneamente a Derrida a frase muito diferente "Il n'y a rien en dehors du texte" para esse propósito. De acordo com Derrida, sua afirmação simplesmente se refere à inevitabilidade do contexto que está no cerne da différance.
Por exemplo, a palavra "casa" deriva seu significado mais em função de como ela difere de "galpão", "mansão", "hotel", "edifício", etc. (Forma de Conteúdo, que Louis Hjelmslev distinguiu de Forma de Expressão) do que como a palavra "casa" pode estar ligada a uma certa imagem de uma casa tradicional (ou seja, a relação entre significado e significante), sendo cada termo estabelecido em determinação recíproca com os demais termos do que por uma descrição ou definição ostensiva: quando podemos falar de uma “casa” ou de uma “mansão” ou de um “galpão”? O mesmo pode ser dito sobre os verbos, em todas as línguas do mundo: quando devemos parar de dizer "andar" e começar a dizer "correr"? O mesmo acontece, é claro, com os adjetivos: quando devemos parar de dizer "amarelo" e começar a dizer "laranja", ou trocar "passado" por "presente"? Não apenas as diferenças topológicas entre as palavras são relevantes aqui, mas as diferenças entre o que é significado também são cobertas pela différance.
Assim, o significado completo é sempre "diferencial" e adiado na linguagem; nunca há um momento em que o significado seja completo e total. Um exemplo simples consistiria em procurar uma determinada palavra em um dicionário e, em seguida, procurar as palavras encontradas na definição dessa palavra, etc., também comparando com dicionários mais antigos. Tal processo nunca terminaria.

### Metafísica da presença
Derrida descreve a tarefa da desconstrução como a identificação da metafísica da presença, ou logocentrismo na filosofia ocidental. A metafísica da presença é o desejo de acesso imediato ao significado, o privilégio da presença sobre a ausência. Isso significa que há um viés assumido em certas oposições binárias onde um lado é colocado em uma posição sobre o outro, como o bem sobre o mal, a fala sobre a palavra escrita, o masculino sobre o feminino. Derrida escreve,
Sem dúvida, Aristóteles pensa o tempo a partir da ousia como parousia, a partir do agora, do ponto, etc. E ainda assim se poderia organizar toda uma leitura que repetiria no texto de Aristóteles tanto essa limitação quanto seu oposto.
Para Derrida, o viés central do logocentrismo era o agora ser colocado como mais importante do que o futuro ou o passado. Esse argumento baseia-se em grande parte no trabalho anterior de Heidegger, que, em Ser e Tempo , afirmou que a atitude teórica da pura presença é parasita de um envolvimento mais originário com o mundo em conceitos de Heidegger como Griffbereit ("pronto à mão") e Mitsein ("Ser-com").

### Desconstrução e dialética
No procedimento de desconstrução, uma das principais preocupações de Derrida é não cair na dialética de Hegel, onde essas oposições seriam reduzidas a contradições em uma dialética que tem por finalidade resolvê-la em uma síntese.  A presença da dialética hegeliana foi enorme na vida intelectual da França durante a segunda metade do século XX, com a influência de Kojève e Hyppolite, mas também com o impacto da dialética baseada na contradição desenvolvida pelos marxistas, e incluindo o existencialismo de Sartre , etc. Isso explica a preocupação de Derrida em sempre distinguir seu procedimento do de Hegel, já que o hegelianismo acredita que as oposições binárias produziriam uma síntese, enquanto Derrida via as oposições binárias como incapazes de desmoronar em uma síntese livre da contradição original.

## Dificuldade de definição
Existem problemas na definição de desconstrução. Derrida afirmou que todos os seus ensaios eram tentativas de definir o que é desconstrução e que a desconstrução seria complexa e difícil de explicar, uma vez que critica ativamente a própria linguagem, instrumento necessário para explicar a definição de "desconstrução".

### Descrições "negativas" de Derrida
Derrida tem sido mais aberto com descrições negativas ( apofáticas ) do que com descrições positivas de desconstrução. Quando questionado por Toshihiko Izutsu sobre algumas considerações preliminares sobre como traduzir "desconstrução" em japonês, a fim de pelo menos evitar o uso de um termo japonês contrário ao significado real de desconstrução, Derrida começou sua resposta dizendo que tal pergunta equivale a "o que é desconstrução? não, ou melhor , não deveria ser".
Derrida afirma que a desconstrução não é uma análise, uma crítica ou um método  no sentido tradicional em que a filosofia entende esses termos. Nessas descrições negativas da desconstrução, Derrida procura "multiplicar os indicadores de advertência e deixar de lado todos os conceitos filosóficos tradicionais". Isso não significa que a desconstrução não tenha absolutamente nada em comum com uma análise, uma crítica ou um método, pois enquanto Derrida distancia a desconstrução desses termos, ele reafirma “a necessidade de retornar a eles, pelo menos sob rasuras”.
A necessidade de Derrida de retornar a um termo sob rasura significa que, embora esses termos sejam problemáticos, devemos usá-los até que possam ser efetivamente reformulados ou substituídos. A relevância da tradição da teologia negativa (teologia apofática) para a preferência de Derrida por descrições negativas da desconstrução é a noção de que uma descrição positiva da desconstrução sobredeterminaria a ideia de desconstrução e fecharia a abertura que Derrida deseja preservar para a desconstrução. Se Derrida definisse positivamente a desconstrução – como, por exemplo, uma crítica – então isso tornaria o conceito de crítica imune à própria desconstrução. Alguma nova filosofia, além da desconstrução, seria, então, necessária para abranger a noção de crítica.

#### Não é um método
Derrida afirma que "A desconstrução não é um método, e não pode ser transformado em um".  Isso ocorre porque a desconstrução não é uma operação mecânica. Derrida adverte contra considerar a desconstrução como uma operação mecânica, quando afirma que "é verdade que em certos círculos (universitários ou culturais, especialmente nos Estados Unidos) a 'metáfora' técnica e metodológica que parece necessariamente ligada à própria palavra 'desconstrução ' foi capaz de seduzir ou desencaminhar".    O comentarista Richard Beardsworth explica que:
Derrida tem o cuidado de evitar esse termo [método] porque carrega conotações de uma forma processual de julgamento. Um pensador com um método já decidiu como proceder, é incapaz de se entregar à questão do pensamento em mãos, é um funcionário dos critérios que estruturam seus gestos conceituais. Para Derrida [...] isso é a própria irresponsabilidade. Assim, falar de um método em relação à desconstrução, especialmente em suas implicações ético-políticas, pareceria ir diretamente contra a corrente da aventura filosófica de Derrida.
Beardsworth explica aqui que seria irresponsável empreender uma desconstrução com um conjunto completo de regras que só precisam ser aplicadas como método ao objeto da desconstrução, pois esse entendimento reduziria a desconstrução a uma tese do leitor de que o texto é então feito caber. Seria um ato de leitura irresponsável, pois se torna um procedimento prejudicial que só encontra o que se propõe a encontrar.

#### Não é uma crítica
Derrida afirma que a desconstrução não é uma crítica no sentido kantiano.  Isso ocorre porque Kant define o termo crítica como o oposto do dogmatismo. Para Derrida, não é possível escapar da terminologia dogmática da linguagem que usamos para realizar uma crítica pura no sentido kantiano. A linguagem é dogmática porque é inescapavelmente metafísica. Derrida argumenta que a linguagem é inescapavelmente metafísica porque é composta de significantes que se referem apenas ao que os transcende – o significado. Além disso, Derrida pergunta retoricamente "A ideia de conhecimento e de aquisição de conhecimento não é em si metafísica?". Com isso, Derrida quer dizer que todas as alegações de saber algo envolvem necessariamente uma afirmação do tipo metafísico de que algo é o caso em algum lugar. Para Derrida, o conceito de neutralidade é suspeito e o dogmatismo está, portanto, envolvido em tudo até certo ponto. A desconstrução pode desafiar um dogmatismo particular e, portanto, dessedmentar o dogmatismo em geral, mas não pode escapar de todo o dogmatismo de uma só vez.

#### Não é uma análise
Derrida afirma que a desconstrução não é uma análise no sentido tradicional.  Isso porque a possibilidade de análise se baseia na possibilidade de desmembrar o texto que está sendo analisado em partes componentes elementares. Derrida argumenta que não há unidades de significado auto-suficientes em um texto, porque palavras ou frases individuais em um texto só podem ser compreendidas adequadamente em termos de como elas se encaixam na estrutura maior do texto e da própria linguagem.

#### Não é pós-estruturalista
Derrida afirma que seu uso da palavra desconstrução ocorreu primeiro em um contexto em que o " estruturalismo era dominante" e o significado de desconstrução está dentro desse contexto. Derrida afirma que a desconstrução é um "gesto antiestruturalista" porque "[s]estruturas deveriam ser desfeitas, decompostas, desedimentadas". Ao mesmo tempo, a desconstrução é também um "gesto estruturalista" porque se preocupa com a estrutura dos textos. Assim, a desconstrução envolve "uma certa atenção às estruturas"  e tenta "entender como um 'conjunto' foi constituído".  
Como um gesto estruturalista e antiestruturalista, a desconstrução está ligada ao que Derrida chama de " A problemática estrutural para Derrida é a tensão entre gênese, aquilo que está "no modo essencial de criação ou movimento", e estrutura: "sistemas, ou complexos, ou configurações estáticas".  Um exemplo de gênese seriam as idéias sensoriais das quais o conhecimento é então derivado na epistemologia empírica. Um exemplo de estrutura seria uma oposição binária como bem e mal onde o significado de cada elemento é estabelecido, pelo menos em parte, por meio de sua relação com o outro elemento.
É por essa razão que Derrida distancia seu uso do termo desconstrução do pós-estruturalismo, termo que sugeriria que a filosofia poderia simplesmente ir além do estruturalismo. Derrida afirma que "o motivo da desconstrução foi associado ao pós-estruturalismo, mas que esse termo era "uma palavra desconhecida na França até seu 'retorno' dos Estados Unidos".  Em sua desconstrução de Edmund Husserl, Derrida realmente defende a contaminação das origens puras pelas estruturas da linguagem e da temporalidade. Manfred Frank chegou a se referir ao trabalho de Derrida como "neoestruturalismo", identificando um "desgosto pelos conceitos metafísicos de dominação e sistema".

### Definições alternativas
A popularidade do termo desconstrução, combinada com a dificuldade técnica do material primário de Derrida sobre desconstrução e sua relutância em elaborar sua compreensão do termo, fez com que muitas fontes secundárias tentassem dar uma explicação mais direta do que o próprio Derrida jamais tentou. As definições secundárias são, portanto, uma interpretação da desconstrução pela pessoa que as oferece, em vez de um resumo da posição real de Derrida.
- Paul de Man era membro da Escola de Yale e um proeminente praticante da desconstrução como ele a entendia. Sua definição de desconstrução é que “é possível, dentro do texto, enquadrar uma pergunta ou desfazer asserções feitas no texto, por meio de elementos que estão no texto, que muitas vezes seriam precisamente estruturas que jogam fora a retórica contra elementos gramaticais."[24]
- Richard Rorty foi um intérprete proeminente da filosofia de Derrida. Sua definição de desconstrução é que "o termo 'desconstrução' refere-se em primeira instância à maneira pela qual as características 'acidentais' de um texto podem ser vistas como traindo, subvertendo sua mensagem supostamente 'essencial'".[23]
- Segundo John D. Caputo , o próprio significado e missão da desconstrução é:[25]“mostrar que as coisas – textos, instituições, tradições, sociedades, crenças e práticas de qualquer tamanho e tipo que você precise – não têm significados definíveis e missões determináveis, que elas são sempre mais do que qualquer missão imporia, que elas excedem o fronteiras que ocupam atualmente"[25]
- Niall Lucy aponta para a impossibilidade de definir o termo, afirmando:[26]"Embora em certo sentido seja impossivelmente difícil de definir, a impossibilidade tem menos a ver com a adoção de uma posição ou a afirmação de uma escolha por parte da desconstrução do que com a impossibilidade de todo 'é' como tal. eram, de uma recusa da autoridade ou poder determinante de todo 'é', ou simplesmente de uma recusa da autoridade em geral. 'preferência' ".[26]
- David B. Allison, um dos primeiros tradutores de Derrida, afirma na introdução de sua tradução de Fala e Fenômeno:[23][Desconstrução] significa um projeto de pensamento crítico cuja tarefa é localizar e “desmontar” aqueles conceitos que servem de axiomas ou regras para um período de pensamento, aqueles conceitos que comandam o desdobramento de toda uma época da metafísica. A 'desconstrução' é um pouco menos negativa do que os termos heideggerianos ou nietzschianos 'destruição' ou 'reversão'; sugere que certos conceitos fundamentais da metafísica nunca serão totalmente eliminados... Não há uma simples 'superação' da metafísica ou da linguagem da metafísica.[23]
- Paul Ricœur define a desconstrução como uma forma de desvendar as questões por trás das respostas de um texto ou tradição.[27]

Um levantamento da literatura secundária revela uma ampla gama de argumentos heterogêneos. Particularmente problemáticas são as tentativas de dar introduções elegantes à desconstrução por pessoas treinadas em crítica literária que às vezes têm pouca ou nenhuma experiência nas áreas relevantes da filosofia nas quais Derrida está trabalhando. Esses trabalhos secundários (por exemplo, Desconstrução para Iniciantes e Desconstruções: um guia do usuário )  tentaram explicar a desconstrução enquanto eram criticados academicamente por estarem muito distantes dos textos originais e da realidade real de Derrida.

## Aplicação
As observações de Derrida influenciaram muito a crítica literária e o pós-estruturalismo.

### Crítica literária
O método de Derrida consistia em demonstrar todas as formas e variedades da complexidade originária da semiótica e suas múltiplas consequências em muitos campos. Sua maneira de conseguir isso foi a realização de leituras minuciosas, cuidadosas, sensíveis e, no entanto, transformadoras de textos filosóficos e literários, atentando para o que nesses textos contraria sua aparente sistematicidade (unidade estrutural) ou sentido pretendido (gênese autoral). Ao demonstrar as aporias e elipses do pensamento, Derrida esperava mostrar os modos infinitamente sutis com que essa complexidade originária, que por definição nunca pode ser totalmente conhecida, opera seus efeitos estruturantes e desestruturantes.
A desconstrução denota a busca do sentido de um texto a ponto de expor as supostas contradições e oposições internas sobre as quais ele se funda – supostamente mostrando que esses fundamentos são irredutivelmente complexos, instáveis ou impossíveis. É uma abordagem que pode ser implantada na filosofia, na análise literária e até na análise de escritos científicos.
A desconstrução geralmente tenta demonstrar que qualquer texto não é um todo discreto, mas contém vários significados irreconciliáveis e contraditórios; que qualquer texto, portanto, tem mais de uma interpretação; que o próprio texto liga inextricavelmente essas interpretações; que a incompatibilidade dessas interpretações é irredutível; e assim que uma leitura interpretativa não pode ir além de um certo ponto. Derrida se refere a esse ponto como uma "aporia" no texto; assim, a leitura desconstrutiva é denominada "aporética".  Ele insiste que o significado é possibilitado pelas relações de uma palavra com outras palavras dentro da rede de estruturas que a linguagem é.
Derrida inicialmente resistiu a conceder à sua abordagem o nome abrangente "desconstrução", alegando que era um termo técnico preciso que não poderia ser usado para caracterizar sua obra em geral. No entanto, ele acabou aceitando que o termo havia se tornado de uso comum para se referir à sua abordagem textual, e o próprio Derrida começou a usar cada vez mais o termo dessa maneira mais geral.
A estratégia de desconstrução de Derrida também é usada pelos pós-modernistas para localizar significado em um texto em vez de descobrir significado devido à posição de que ele possui múltiplas leituras. Há um foco na desconstrução que denota o desmembramento de um texto para encontrar hierarquias e pressupostos arbitrários com o propósito de traçar contradições que obscurecem a coerência de um texto.  Aqui, o significado de um texto não reside no autor ou nas intenções do autor porque depende da interação entre leitor e texto.  Mesmo o processo de tradução também é visto como transformador, pois "modifica o original assim como modifica a língua da tradução".

### Crítica do estruturalismo
A palestra de Derrida na Universidade Johns Hopkins, "Estruture, Sign, and Play in the Human Sciences" (Estrutura, signo e jogo nas ciências humanas), frequentemente aparece em coleções como um manifesto contra o estruturalismo. O ensaio de Derrida foi um dos primeiros a propor algumas limitações teóricas ao estruturalismo e a tentar teorizar em termos que claramente não eram mais estruturalistas. O estruturalismo via a linguagem como uma série de signos, compostos de um significado (o significado) e um significante (a própria palavra). Derrida propôs que os signos sempre se referiam a outros signos, existindo apenas em relação uns aos outros, e não havia, portanto, fundamento ou centro último. Esta é a base da différance.

## Desenvolvimento pós-Derrida

### A Escola de Yale
Entre o final dos anos 1960 e o início dos anos 1980, muitos pensadores foram influenciados pela desconstrução, incluindo Paul de Man, Geoffrey Hartman e J. Hillis Miller. Este grupo veio a ser conhecido como a escola de Yale e foi especialmente influente na crítica literária. Derrida e Hillis Miller foram posteriormente afiliados à Universidade da Califórnia, Irvine.  Miller descreveu a desconstrução desta forma: "A desconstrução não é um desmantelamento da estrutura de um texto, mas uma demonstração de que ele já se desmantelou. Seu terreno aparentemente sólido não é rocha, mas ar rarefeito".

### Movimento de estudos jurídicos críticos
Argumentando que direito e política não podem ser separados, os fundadores do "Movimento de Estudos Jurídicos Críticos" acharam necessário criticar a ausência do reconhecimento dessa indissociabilidade no plano da teoria. Para demonstrar a indeterminação da doutrina jurídica, esses estudiosos muitas vezes adotam um método, como o estruturalismo na linguística , ou a desconstrução na filosofia continental , para tornar explícita a estrutura profunda de categorias e tensões em ação nos textos e discursos jurídicos. O objetivo foi desconstruir as tensões e os procedimentos pelos quais eles são construídos, expressos e implantados.
Por exemplo, Duncan Kennedy, em referência explícita à semiótica e aos procedimentos de desconstrução, sustenta que várias doutrinas jurídicas são construídas em torno de pares binários de conceitos opostos, cada um dos quais reivindicando formas intuitivas e formais de raciocínio que devem ser explicitadas em sua significado e valor relativo, e criticado. Eu e outro, privado e público, subjetivo e objetivo, liberdade e controle são exemplos de tais pares que demonstram a influência de conceitos opostos no desenvolvimento das doutrinas jurídicas ao longo da história.

### Desconstruindo a História
As leituras desconstrutivas da história e das fontes mudaram toda a disciplina da história. Em Desconstruindo a História , Alun Munslow examina a história no que ele argumenta ser uma era pós-moderna. Ele fornece uma introdução aos debates e questões da história pós-moderna. Ele também examina as pesquisas mais recentes sobre a relação entre o passado, a história e a prática histórica, além de articular seus próprios desafios teóricos.

### A Comunidade Inoperante
Jean-Luc Nancy defende, em seu livro de 1982 The Inoperative Community (Comunidade inoperante) , uma compreensão da comunidade e da sociedade que é indestrutível porque é anterior à conceituação. O trabalho de Nancy é um importante desenvolvimento da desconstrução porque leva a sério o desafio da desconstrução e tenta desenvolver uma compreensão dos termos políticos que é indestrutível e, portanto, adequado para uma filosofia depois de Derrida.

### A Ética da Desconstrução
Simon Critchley argumenta, em seu livro de 1992 The Ethics of Desconstruction (A Ética da Desconstrução),  que a desconstrução de Derrida é uma prática intrinsecamente ética. Critchley argumenta que a desconstrução envolve uma abertura ao Outro que a torna ética na compreensão levinasiana do termo.

### Derrida e o Político
Jacques Derrida teve uma grande influência na teoria política contemporânea e na filosofia política. O pensamento de Derrida inspirou Slavoj Zizek, Richard Rorty, Ernesto Laclau, Judith Butler e muitos outros teóricos contemporâneos que desenvolveram uma abordagem desconstrutiva da política . Como a desconstrução examina a lógica interna de qualquer texto ou discurso, tem ajudado muitos autores a analisar as contradições inerentes a todas as escolas de pensamento; e, como tal, provou ser revolucionário na análise política, particularmente nas críticas ideológicas.   Richard Beardsworth, desenvolvendo a partir de Ethics of Deconstruction (Ética da Desconstrução) , de Critchley, argumenta, em seu Derrida and the Political (Derrida e a Política), de 1996, que a desconstrução é uma prática intrinsecamente política. Ele argumenta ainda que o futuro da desconstrução enfrenta uma escolha talvez indecidível entre uma abordagem teológica e uma abordagem tecnológica, representada antes de tudo pela obra de Bernard Stiegler.

## Críticas
Derrida esteve envolvido em vários desentendimentos de alto nível com filósofos proeminentes, incluindo Michel Foucault, John Searle, Willard Van Orman Quine, Peter Kreeft e Jürgen Habermas. A maioria das críticas à desconstrução foi primeiramente articulada por esses filósofos e depois repetida em outros lugares.

### John Searle
No início dos anos 1970, Searle teve uma breve conversa com Jacques Derrida sobre a teoria dos atos de fala . A troca foi caracterizada por um grau de hostilidade mútua entre os filósofos, cada um dos quais acusando o outro de ter entendido mal seus pontos básicos.  
Searle era particularmente hostil à estrutura desconstrucionista de Derrida e muito mais tarde se recusou a deixar sua resposta a Derrida ser impressa junto com os papéis de Derrida na coleção de 1988 Limited Inc.. Searle não considerou a abordagem de Derrida como filosofia legítima, ou mesmo escrita inteligível, e argumentou que não queria legitimar o ponto de vista desconstrucionista prestando atenção a ele. Consequentemente, alguns críticos consideraram a troca como uma série de mal-entendidos elaborados em vez de um debate, enquanto outros  viram Derrida ou Searle ganhando vantagem. O nível de hostilidade pode ser visto na declaração de Searle de que "Seria um erro considerar a discussão de Derrida sobre Austin como um confronto entre duas tradições filosóficas proeminentes", ao que  respondeu que essa frase era "a única frase da 'resposta' que posso subscrever". entre as filosofias analítica e continental.
O debate começou em 1972, quando, em seu artigo "Signature Event Context", Derrida analisou a teoria do ato de ilocução de J.L. Austin. Embora simpatizasse com a saída de Austin de uma explicação puramente denotacional da linguagem para uma que inclui "força", Derrida era cético em relação à estrutura de normatividade empregada por Austin. Derrida argumentou que Austin havia perdido o fato de que qualquer evento de fala é enquadrado por uma "estrutura de ausência" (as palavras que não são ditas devido a restrições contextuais) e por "iterabilidade" (as restrições sobre o que pode ser dito, impostas pelo que foi dito no passado).
Derrida argumentou que o foco na intencionalidadena teoria dos atos de fala foi equivocada porque a intencionalidade se restringe ao que já está estabelecido como uma intenção possível. Ele também discordou da maneira como Austin havia excluído o estudo da ficção, não sério ou discurso "parasitário", perguntando se essa exclusão era porque Austin considerou esses gêneros de discurso como governados por diferentes estruturas de significado, ou não considerou por falta de interesse. Em sua breve resposta a Derrida, "Reiterando as diferenças: uma resposta a Derrida", Searle argumentou que a crítica de Derrida era injustificada porque assumia que a teoria de Austin tentava dar uma explicação completa da linguagem e do significado quando seu objetivo era muito mais estreito.
Searle considerou a omissão de formas de discurso parasitárias justificada pelo escopo estreito da investigação de Austin. Searle concordou com a proposta de Derrida de que a intencionalidade pressupõe a iterabilidade, mas não aplicou o mesmo conceito de intencionalidade usado por Derrida, sendo incapaz ou relutante em se envolver com o aparato conceitual continental.  Isso, por sua vez, fez com que Derrida criticasse Searle por não estar suficientemente familiarizado com as perspectivas fenomenológicas sobre a intencionalidade.  Alguns críticos sugeriram que Searle, por estar tão enraizado na tradição analítica que era incapaz de se envolver com a tradição fenomenológica continental de Derrida, era culpado pela natureza malsucedida da troca, no entanto Searle também argumentou que o desacordo de Derrida com Austin se baseava no fato de Derrida ter entendido mal distinção tipo-token de Austin e não ter entendido o conceito de fracasso de Austin em relação à performatividade.
Derrida, em sua resposta a Searle ( "abc..." em Limited Inc ), ridicularizou as posições de Searle. Alegando que um remetente claro da mensagem de Searle não poderia ser estabelecido, Derrida sugeriu que Searle havia formado com Austin uma société à responsabilité limitée (uma " sociedade de responsabilidade limitada ") devido às maneiras pelas quais as ambiguidades de autoria na resposta de Searle contornavam o próprio ato de fala de sua resposta. Searle não respondeu. Mais tarde, em 1988, Derrida tentou rever sua posição e suas críticas a Austin e Searle, reiterando que considerava problemático o constante apelo à "normalidade" na tradição analítica.
Em 1995, Searle deu uma breve resposta a Derrida em The Construction of Social Reality . Ele chamou a conclusão de Derrida de "absurda" e afirmou que "Derrida, tanto quanto eu posso dizer, não tem um argumento. Ele simplesmente declara que não há nada fora dos textos..."  A referência de Searle aqui não é a nada. encaminhado no debate, mas a uma má tradução da frase " il n'y a pas dehors du texte ", ("Não há texto externo") que aparece em Da Grammatologia , de Derrida.

### Jürgen Habermas
Em O discurso filosófico da modernidade , Jürgen Habermas criticou o que considerava a oposição de Derrida ao discurso racional.  Além disso, em um ensaio sobre religião e linguagem religiosa, Habermas criticou a ênfase de Derrida na etimologia e na filologia.

### Walter A. Davis
O filósofo americano Walter A. Davis , em "Interioridade e Existência: Subjetividade em/e Hegel, Heidegger, Marx e Freud", argumenta que tanto a desconstrução quanto o estruturalismo são momentos prematuramente parados de um movimento dialético que emana da "consciência infeliz" hegeliana.

### Na mídia popular
A crítica popular à desconstrução se intensificou após o caso Sokal, que muitas pessoas tomaram como um indicador da qualidade da desconstrução como um todo, apesar da ausência de Derrida no livro seguinte de Sokal, Impostures Intellectuelles.
Chip Morningstar mantém uma visão crítica da desconstrução, acreditando que ela seja "desafiada epistemologicamente". Ele afirma que as humanidades estão sujeitas ao isolamento e à deriva genética devido à sua falta de responsabilidade com o mundo fora da academia. Durante a Segunda Conferência Internacional sobre o Ciberespaço (Santa Cruz, Califórnia, 1991), ele teria expulsado os desconstrucionistas do palco.  Ele posteriormente apresentou seus pontos de vista no artigo "Como desconstruir quase qualquer coisa", onde afirmou: "Ao contrário do relatório apresentado na coluna 'Hype List' da edição nº 1 da Wired ('Po-Mo Gets Tek- Não', página 87), nós não xingamos os pós-modernistas . Nós zombamos deles."

## Literatura sugerida (língua inglesa)
- Derrida, Jacques. Positions. Trans. Alan Bass. Chicago: U of Chicago P, 1981. ISBN 978-0-226-14331-6
- Derrida [1980], The time of a thesis: punctuations, first published in: Derrida [1990], Eyes of the University: Right to Philosophy 2, pp. 113–128.
- Montefiore, Alan (ed., 1983), Philosophy in France Today Cambridge: Cambridge UP, pp. 34–50
- Breckman, Warren, "Times of Theory: On Writing the History of French Theory," Journal of the History of Ideas, vol. 71, no. 3 (July 2010), 339–361 (online).
- Culler, Jonathan. On Deconstruction: Theory and Criticism after Structuralism, Cornell University Press, 1982. ISBN 978-0-8014-1322-3.
- Eagleton, Terry. Literary Theory: An Introduction, University of Minnesota Press, 1996. ISBN 978-0-8166-1251-2
- Ellis, John M.. Against Deconstruction, Princeton: Princeton UP, 1989. ISBN 978-0-691-06754-4.
- Johnson, Barbara. The Critical Difference: Essays in the Contemporary Rhetoric of Reading. Johns Hopkins University Press, 1981. ISBN 978-0-801-82458-6
- Reynolds, Simon, Rip It Up and Start Again, New York: Penguin, 2006, pp. 316. ISBN 978-0-143-03672-2. (Source for the information about Green Gartside, Scritti Politti, and deconstructionism.)
- Stocker, Barry, Routledge Philosophy Guidebook to Derrida on Deconstruction, Routledge, 2006. ISBN 978-1-134-34381-2
- Wortham, Simon Morgan, The Derrida Dictionary, Continuum, 2010. ISBN 978-1-847-06526-1